# Mary Tucker
Mary Carolynn Tucker, född 20 juli 2001 i Pineville i North Carolina, är en amerikansk sportskytt.
Hon blev olympisk silvermedaljör i luftgevär vid sommarspelen 2020 i Tokyo.